# 謝姆基 (赫梅利尼克區)
49°39′24″N 27°54′47″E / 49.65667°N 27.91306°E
謝姆基（烏克蘭語：Семки），是烏克蘭的村落，位於該國西南部文尼察州，由赫梅利尼克區負責管轄，始建於1672年，面積1.9平方公里，海拔高度254米，2001年人口624，人口密度每平方公里328.42人。